# 星希望
星 希望（ほし のぞみ、1987年9月30日 - ）は、福島県出身のバスケットボール指導者・元選手である。ニックネームは「ラズ」。ポジションはガード。秋田銀行を退職して現役を引退した2020年より、高校バスケットボールの指導者として後進を育てている。

## 来歴
福島西高校から、拓殖大学を経て、2010年日本航空に入社しJALラビッツに所属する。
2011年のJALラビッツ廃部とともに、チーム譲渡先である新潟アルビレックスBBラビッツに移籍した。2015年に退団した。
2015年7月より秋田銀行バスケットボール部に所属し、背番号14をつけた2018年の全日本実業団バスケットボール選手権大会（大阪）では、チームの2年連続優勝に貢献し、MVPを受賞した。
2020年度（令和2年度）より福島東稜高等学校の女子バスケットボール部の顧問に就任し、就任から1年で、2021年度（令和3年度）第74回全国高等学校バスケットボール選手権大会（ウインターカップ2021）に出場した。翌年には2022年度（令和4年度）全国高等学校総合体育大会バスケットボール競技大会（インターハイ2022）に出場した。以降も全国大会出場を続けており、就任前までは県北地区大会止まりだったチームを福島県を代表する強豪校に成長させる。

## 経歴
- 福島県立福島西高等学校 - 拓殖大学 - JALラビッツ（2010年 - 2011年）- 新潟アルビレックスBBラビッツ（2011年 - 2015年） - 秋田銀行（2015年 - 2020年）- 福島東稜高等学校（2020年 - ）

## タイトル・表彰

### 選手時代

#### チームタイトル
秋田銀行
- 全日本実業団バスケットボール選手権大会優勝：2回（2017年度、2018年度）

#### 個人タイトル
- 全日本実業団バスケットボール選手権大会最優秀選手賞：1回（2018年度）

### 指導者時代
福島東稜高等学校
- 福島県高等学校体育大会バスケットボール競技（インターハイ県予選）優勝 : 3回（2022年度、2023年度、2024年度）
- 福島県高等学校バスケットボール選手権大会（ウインターカップ県予選）優勝 : 4回（2021年度、2022年度、2023年度、2024年度）